# Tout est sous contrôle
Tout est sous contrôle (titre original : The Gun Seller) est un roman humoristique à suspense, une parodie de roman policier et d'espionnage, écrit par Hugh Laurie et paru en 1996.

## Personnages principaux
- Thomas Lang : ancien officier de l'armée qui s'en est retiré et qui travaille aujourd'hui pour de menus travaux correspondant à ses aptitudes. Vivait une existence simple avant l'arrivée des Woolf dans son existence. Il a pour habitude de faire de la moto et de boire à outrance.
- Sarah Woolf : fille d'Alexander Woolf, cible de départ de Lang. Elle rencontre Thomas au début du roman. Leur relation est une suite de rencontres ponctuelles. Le héros se persuade sans cesse qu'il n'est pas amoureux d'elle.
- David Solomon : policier au service du ministère de la Défense britannique et ami de longue date de Thomas Lang, ayant participé avec lui notamment à une campagne en Irlande du Nord.
- Pat-Rohnim Murt (Naihm Murdah en version originale) : principal antagoniste.

## Résumé
Un homme de 36 ans, Thomas Lang, est engagé pour tuer un autre homme. Ce qu'il refuse de faire et, tentant de prévenir cette personne du danger, il se rend chez l'homme mais au lieu de tomber sur lui, il fait une mauvaise rencontre. Après s'être débarrassé d'un gêneur, Lang se retrouve nez à nez avec Sarah Woolf, la fille de la « censée victime ». Les ennuis commencent…

## Autour du livre
- Hugh Laurie a utilisé un pseudonyme lorsqu'il a soumis son manuscrit à son éditeur, afin que sa notoriété en tant qu'acteur n'influe pas sur la décision d'être publié ; son éditeur l'a cependant ensuite convaincu d'utiliser son nom réel dans le but d'augmenter la visibilité de son livre[1].
- Le roman n'a été traduit dans d'autres langues qu'après que son auteur Hugh Laurie a acquis une plus grande notoriété en tant qu'acteur grâce à son rôle dans la série télévisée Dr House ; il sort ainsi en 2006 en espagnol, en 2008 en polonais et en 2009 en français, soit plus de dix ans après sa sortie originale. Il est donc difficile d'en saisir la subtilité et l'originalité dans son contexte (l'avant 11-Septembre). Le livre se classe dès sa sortie numéro un des ventes de romans en France.[réf. nécessaire]
- Une adaptation cinématographique était en cours en 2001, elle devait être produite par Russell Smith et John Malkovich pour United Artists / MGM, sur un scénario d'Hugh Laurie lui-même[2]. Le projet a cependant dû être abandonné à la suite des attentats du 11 septembre 2001, l'intrigue traitant d'un complot organisé par les États-Unis, mettant en scène un attentat terroriste pour justifier une politique sécuritaire et militaire ultérieure[3].
- Une suite intitulée The Paper Soldier a été envisagée. Le site Amazon.com prévoyait sa sortie au 27 septembre 2007 et l'avait même proposée en précommande. Néanmoins, alors que la date approchait mais que le livre n'était toujours pas sorti, l'agent d'Hugh Laurie a précisé qu'il s'agissait d'une erreur et que la rédaction n'était même pas encore commencée[4]. Amazon a ensuite prévu la date de sortie au 27 septembre 2009[5]. Cependant, cette suite n'a jamais été éditée.

## Éditions

### En anglais
- 1996 (UK) : The Gun Seller, William Heinemann, 6 mai 1996 ; relié : 352 p.  (ISBN 0-434-00297-6) ; broché : 340 p.  (ISBN 0-434-00375-1)
- 1996 (UK) : The Gun Seller, Random House Audiobooks, octobre 1996, livre audio (cassette) (ISBN 1-86021-994-2)
- 1997 (UK) : The Gun Seller, Mandarin, 3 mars 1997, 338 p., broché (ISBN 0-7493-2385-X)
- 1997 (US) : The Gun Seller, Soho Press, mai 1997, 339 p., relié (ISBN 1-56947-087-1)
- 1998 (US) : The Gun Seller, Washington Square Press, 1er octobre 1998, 368 p., broché (ISBN 0-671-02082-X, présentation en ligne)
- 2000 (UK) : The Gun Seller, Arrow Books (Random House), 23 novembre 2000, 352 p., broché (ISBN 0-09-941927-0)
- 2004 (UK) : The Gun Seller, Arrow Books (Random House), 7 octobre 2004, 352 p., broché (ISBN 0-09-946939-1, présentation en ligne)

### En français
- 2009 : Tout est sous contrôle  (trad. de l'anglais par Jean-Luc Piningre), Paris, Sonatine, 29 janvier 2009, 380 p., broché (ISBN 978-2-35584-027-2, présentation en ligne)

### En espagnol
- 2006 : Una noche de perros  (trad. Alberto Coscarelli), Planeta, novembre 2006, 317 p., relié (ISBN 84-08-06903-9, présentation en ligne)

### En polonais
- 2008 : Sprzedawca broni  (trad. Jacek Konieczny), W.A.B., mars 2008, 416 p. (ISBN 978-83-7414-419-3)